# سینمای اسلواکی
سینمای اسلواکی (انگلیسی: cinema of Slovakia) به صنعت فیلم‌سازی در کشور اسلواکی اشاره دارد. فرهنگ سنتی در کشور اسلواکی در طی قرن‌های اخیر یکی از غنی‌ترین و قوی‌ترین فرهنگ‌ها در میان مردم اروپا بوده‌است. از این رو با ظهور و بروز سینما در اروپا، اسلواکی نیز از سینما برای اشاعهٔ فرهنگ خود استفاده کرد.

## پیشینه
پس از پایان جنگ جهانی دوم در سال ۱۹۱۹ اولین فیلم بومی این کشور ساخته شد. تا قبل از سال ۱۹۲۰ بین ۸ تا ۱۰ سالن کوچک نمایش فیلم در براتیسلاوا وجود داشت. در ۱۹۲۱ یاروسلاو جری سیاکل با کارگردانی فیلم یانوسیک (انگلیسی: Jánošík) اولین فیلم داستانی در اسلواکی را ساخت. این فیلم در کشورهای همجوار نیز به نمایش درآمد. در ۱۹۳۸ با هدایت و مدیریت پلیکا و یان کادار اولین مدرسه فیلمسازی با نام مؤسسه هنرهای نمایشی در براتیسلاوا تأسیس شد.
یان کادار علاوه بر تدریس سینما در مدرسه سینمایی هنرهای نمایشی براتیسلاوا، چندین فیلم مهم نیز ساخته‌است. بهترین اثر ماندگار وی به احتمال زیاد فروشگاه در خیابان اصلی محصول ۱۹۶۵ هست که برندهٔ جایزهٔ اسکار بهترین فیلم خارجی زبان نیز شد.

## سینمای اسلواکی در دهه ۶۰ و ۷۰
رویداد بهار پراگ، براتیسلاوا را نیز بی‌نصیبب نگذاشت. در واقع در دهه ۵۰ و ۶۰ اشغال چکسلواکی توسط شوروی بر این کشور چنان خفقانی ایجاد کرد که جز معدود چهره‌های تثبیت شده؛ خبری از نسل جوان در بدنه سینمای اسلواکی دیده نمی‌شد. با این حال تک چهره‌هایی مانند اشتفان اوهر با فیلم رد خورشید محصول ۱۹۶۳و پنلوپه محصول ۱۹۷۸، یورای یاکوبیسکو با فیلم پرندگان، یتیم‌ها و احمق‌ها محصول ۱۹۶۹ و آلیان راب گریلت با فیلم بهشت و بعد از آن محصول ۱۹۷۰ حضوری موفق در این سالها داشتند.

## پس از استقلال
سینمای اسلواکی بعد از استقلال این کشور در ۱۹۹۳ روند رو به رشدی طی کرده‌است. سینماگرانی مانند پاول باراباس، یوراگ وتا، مارتین شولیک و دوسان ترانسیک در این دوران در سینمای اسلواکی مطرح بودند.
سینمای اسلواکی در سطح بازیگری نیز هنرپیشه‌های قابل اعتنایی مانند یورا اینووتا، توماش هاناک، لادیسلاو خودیک، میخال دوچولومانسکی، مارتین هوبا، یوزف کرونر، ماریان لابودا، پانا پاهوفونا، امیلیا واشاریووا و مگدالنا واشاریووا را به سینمای جهان عرضه کرده‌است.

## جشنواره بین‌المللی فیلم براتیسلاوا
جشنواره بین‌المللی فیلم براتیسلاوا در سال ۱۹۹۹ پایه‌گذاری شد. این جشنواره اگرچه یک رویداد رقابتی است اما در بخش‌های مختلف به نمایش فیلم‌های بزرگان سینمای اروپا و همچنین فیلم‌های مستقل می‌پردازد.
جوایز این جشنواره در ۵ بخش اعطا می‌شود:
- جایزه بزرگ برای بهترین فیلم بین‌المللی
- بهترین کارگردان
- بهترین بازیگر مرد
- بهترین بازیگر زن
- جایزه فیپرشی (فدراسیون بین‌المللی منتقدان فیلم) برای بهترین فیلم.

## آمار و ارقام
در حال حاضر در کشور جمهوری اسلواکی ۲۱۱ سالن سینمای فعال وجود دارد و میزان تولید سالیانه فیلم حدود ۱۲ فیلم بلند، ۳ فیلم انیمیشن و ۱۱ فیلم مستند است. تعداد سینماروهای این کشور نیز در سال حدود ۳ میلیون و ۶۰۰ هزار نفر گزارش شده‌است.